# 中村尚道
中村 尚道（なかむら なおみち、1978年 - ）は、日本の政治家、岩手県宮古市長（1期）。

## 来歴
岩手県宮古市出身。岩手県立宮古高等学校、大東文化大学法学部卒業。2001年（平成13年）宮古市役所に入庁、2019年（令和元年）産業振興部産業支援センター産業支援係長、2022年（令和4年）企画部企画課企画調整係長、2023年（令和5年）企画部企画課副主幹兼企画調整係長、2024年（令和6年）企画部秘書課長に就任する。
2025年（令和7年）2月、宮古市長山本正徳はこの年の市長選挙に不出馬を表明。4月に企画部秘書課長の中村は宮古市長選挙に立候補を表明した。
2025年6月15日、宮古市長選挙に無投票で初当選。7月3日、宮古市役所に初登庁し、正式に就任した。中村は岩手県内では最年少の首長となった。